# Wdżary Wyżne
Wdżary Wyżne (856 m) – mało wybitny wierzchołek w Pasmie Radziejowej Beskidu Sądeckiego. Znajduje się na północno-wschodnim grzbiecie Wielkiej Prehyby, który poprzez Wietrzne Dziury, Wdżary Wyżne i Połom opada do doliny Popradu w Rytrze. Południowy stok Wdżarów Wyżnych opada do doliny potoku Borsudzyny (jeden z dopływów potoku Wielka Roztoka), w stoki północne wcinają się dopływy Przysietnickiego Potoku. Sam wierzchołek Wdżarów Wyżnych jest porośnięty lasem, ale przez prześwity między drzewami i zarastającą polanę widok na Halę Konieczną i głęboką dolinę Wielkiej Roztoki i jej otoczenie.
Poniżej wierzchołka, na północnym grzbiecie znajduje się polana Wdżary Wyżne. Roztaczają się z niej ograniczone widoki na zachodnią stronę (na Beskid Wyspowy i Kotlinę Sądecką). Nazwa tej polany, podobnie, jak i znajdującej się niżej polany Wdżary Niżne pochodzi zapewne od sposobu otrzymywania polan przez wypalanie (tzw. cyrhlenie). Dawniej była intensywnie eksploatowana, po II wojnie światowej coraz mniej, później wcale. Od dawna nieużytkowana polana stopniowo zarasta lasem ze szkodą dla różnorodności biologicznej i walorów widokowych. W okresie największej pasterskiej eksploatacji gór (przed II wojną światową) północny grzbiet Wielkiej Prehyby był w dużym stopniu bezleśny; na mapie WIG z 1930 zaznaczone jest ok. 25 polan na tym grzbiecie. Na mapie Geoportalu można jeszcze odnaleźć nazwy niektórych z nich: Talarówki, Tylowska, Krzyżówka Wyżna, Krzyżówka Niżna, Wybrochsko, Wdżary Wyżne i Niżne, Wychody, Dobczowska, Szyszkowa, Potrawkowa, Obrzudowa Polana, Paszkowa, Kanarkówka, Lachówka. Obecnie jest to grzbiet niemal całkowicie zalesiony; tylko Kanarkówka częściowo jest koszona, pozostałe polany już zarosły lub zarastają lasem.
Przez Wdżary Wyżne biegnie granica między miejscowościami Przysietnica w gminie Stary Sącz (stoki północno-zachodnie) i Roztoka Ryterska w gminie Rytro (stok południowo-wschodni) – obydwie w województwie małopolskim, w powiecie nowosądeckim. Przy szlaku turystycznym powyżej polany Wdżary Wyżne znajduje się na drzewie tabliczka informująca, że w tym miejscu piorun zabił przewodniczkę beskidzką Iwonę Kamińską i jej 2,5-letniego syna.
Z rzadkich w Polsce gatunków roślin rośnie tutaj ostrożeń głowacz.

## Szlaki turystyczne
– niebieski: Rytro – dolina Wielkiej Roztoki – Wdżary Niżne – Wdżary Wyżne – Wietrzne Dziury – rozdroże Zwornik – rozdroże pod Wielką Prehybą – Prehyba.

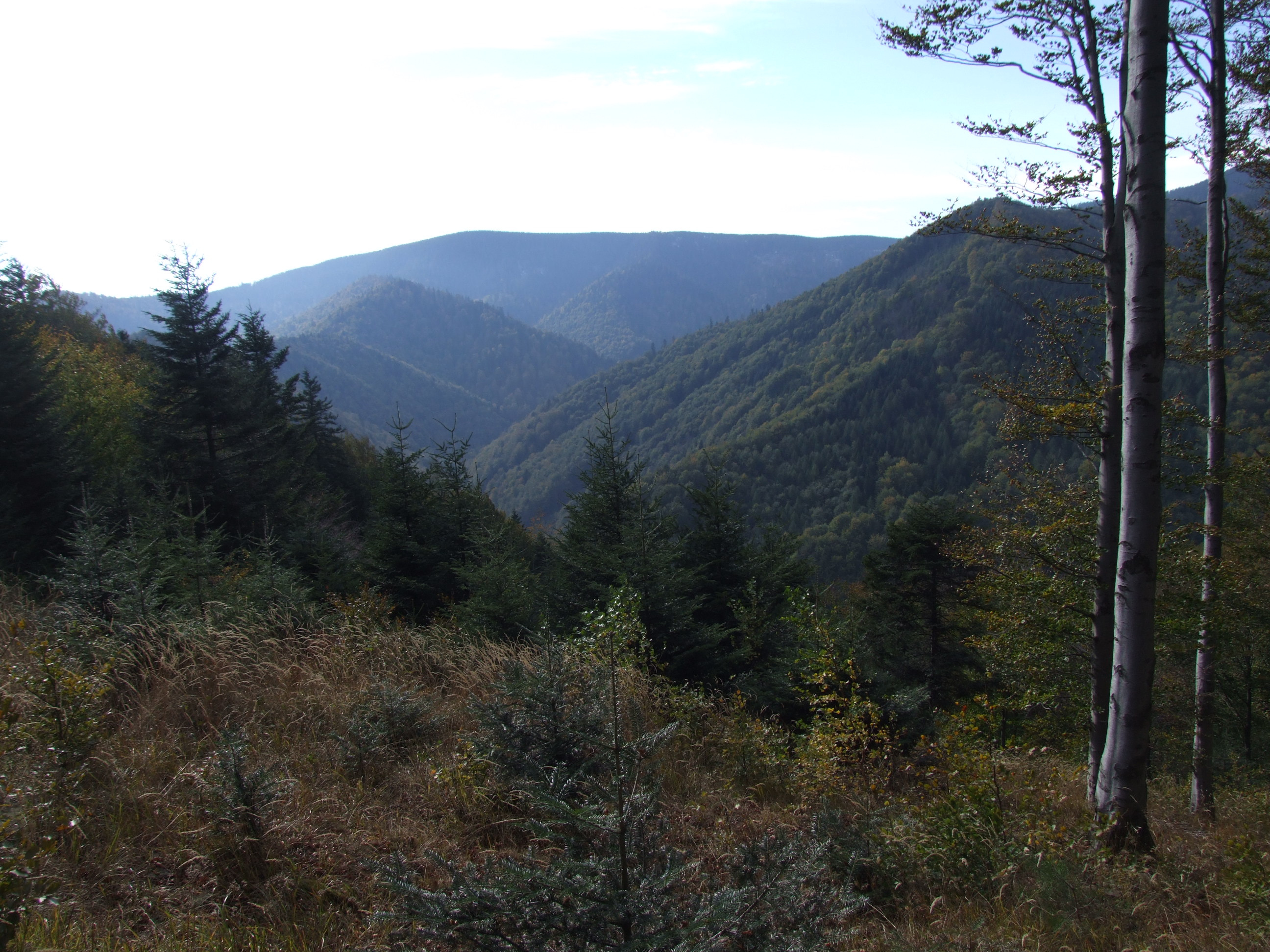
Widok z Wdżarów na dolinę Roztoki Wielkiej